# جرالد پترسون
 جرالد پترسون (انگلیسی: Gerald Patterson؛ زاده ۱۷ دسامبر ۱۸۹۵ درگذشته ۱۳ ژوئن ۱۹۶۷) یک تنیس‌باز اهل استرالیا بود.